# 非常任務
《非常任務》（英語：Super Mission），1997年台灣電視公司八點檔連續劇，永威傳播製作，翁家明、天心、王豪、劉漢強、于小惠主演，1997年6月27日開鏡，1997年7月14日首播。

## 播出時間
| 頻道 | 所在地 | 播放日期        | 播出時間                  |
| ---- | ------ | --------------- | ------------------------- |
| 台視 | 臺灣   | 1997年7月14日起 | 每週一至週五20:00 - 21:00 |

## 單元列表

### 打虎捉賊
| 播出集數    | 單元 | 單元名稱 | 演員-角色 | 參考資料 |
| 第1集-第5集 | 1    | 打虎捉賊 | 翁家明 - 趙世傑 天心 - 沈芸 王豪 - 紅不讓 劉漢強 - 陳俊雄 于小惠(虞小卉) - 黛咪 車軒 - 陳武雄 林心如 - 蘇惠如 柯淑勤 - 黃彩雲 龐祥麟 - 張永 楊力 - 隊長 洪麟 - 姜明山 胡翔評 - 主任 陳霆 - 阿強 澎恰恰 - 蘇全康 孫小明 胡鴻達 梁燕民 - 沈父 張方霞 馬駿 王孫 鍾天 丁力騏 陳晏三 |          |

### 官商勾結
| 播出集數     | 單元 | 單元名稱 | 演員-角色 | 參考資料 |
| 第6集-第10集 | 2    | 官商勾結 | 翁家明 - 趙世傑 天心 - 沈芸 王豪 - 紅不讓 劉漢強 - 陳俊雄 于小惠(虞小卉) - 黛咪 王玨 - 林茂昌 張佩華 - 張啟揚 李秉樺 - 史安 江祖平 - 林華儀 黃龍 - 蔡明開 蔡佳宏 - 馬愛愛 管謹宗 - 林政寬 李芸嬋 - 主播 尚智 - 警衛 高明偉 周梁雪 - 開喜婆婆 張文進 - 白目 馬駿 - 朱董 裕郎 陳國慶 - 手下 | [ 5 ]    |

### 販嬰記
| 播出集數      | 單元 | 單元名稱 | 演員-角色 | 參考資料 |
| 第11集-第14集 | 3    | 販嬰記   | 翁家明 - 趙世傑 天心 - 沈芸 王豪 - 紅不讓 劉漢強 - 陳俊雄 于小惠(虞小卉) - 黛咪 王道 - 唐麥克 陳俊生 - 傑生·史密斯 葛蕾 - 沈茹 夏威 - 蘇國榮 簡嘉伶 - 芬芳 吳敏 - 白院長 萬重山 - 豆花 呂俍慧 - 美美 高明偉 - 小吳 陳顥偉 - 蘇小豪 康丁 - 蘇炳坤 杜亞倫 - 小宏 李安妮 - 小宏媽 李芸嬋 - 主播 黃進福 闞水源 - 獄友 |          |

### 異鄉劫
| 播出集數      | 單元 | 單元名稱 | 演員-角色 | 參考資料 |
| 第15集-第20集 | 4    | 異鄉劫   | 翁家明 - 趙世傑 天心 - 沈芸 王豪 - 紅不讓 劉漢強 - 陳俊雄 于小惠(虞小卉) - 黛咪 艾偉 - 強尼 李曉傑 - 魏啟仲 李淑楨 - 瑪麗亞 蔡阿炮 - 張政立 尤國棟 - 何太平 丁也恬 - 姜如萍 劉美玲 - 梅姨 曾浩綸 施翠華 裕郎 孫小明 翁順興 |          |

## 外部連結
- YouTube上的非常任務播放列表

## 節目的變遷
| 臺灣 台視 每週一至週五 20:00 - 21:00 | 臺灣 台視 每週一至週五 20:00 - 21:00   | 臺灣 台視 每週一至週五 20:00 - 21:00 |
| ------------------------------------ | -------------------------------------- | ------------------------------------ |
|                                      | 非常任務 (1997年7月14日－1997年8月8日) |                                      |
| 根 (1997年5月13日－1997年7月11日)    | 四千金 (1997年8月11日－1997年10月3日)  |                                      |